# Vlag van Loenen (Veluwe)

Dorpsvlag Loenen

De vlag van Loenen werd in 1988 door het Nederlandse dorp Loenen in gebruik genomen toen Loenen zijn 1150e verjaardag vierde. De vlag wordt als volgt omschreven:
Drie horizontale banen, waarvan de hoogten zich verhouden als 3:1:3, geel, rood en geel, met drie lelies, twee op de eerste en een op de tweede gele baan, geplaatst op 2/9, 7/9 en 1/2 van de lengte van de vlag.
De vlag is identiek aan het dorpswapen.

## Verwante afbeeldingen

Wapen van Loenen (Veluwe)

Acquoy
· Beekbergen-Lieren
· Beemte Broekland
· Bemmel
· Bennekom
· Bredevoort
· Deil
· Doornenburg
· Ederveen
· Elden
· Emst
· Enspijk
· Epse
· Gameren
· Gellicum
· Groenlo
· Harskamp
· Herwijnen
· Heukelum
· Heveadorp
· Hoenderloo
· Kerkdriel
· Klarenbeek
· Kootwijkerbroek
· Laag-Keppel
· Laag-Soeren
· Lathum
· Leuvenum
· Loenen
· Loil
· Meteren
· Netterden
· Oosterhuizen
· Radio Kootwijk
· Rumpt
· Schaarsbergen
· Spijk
· Stroe
· Teuge
· Uddel
· Ugchelen
· Vaassen
· Vierhouten
· Voorthuizen
· Vredenburg/Kronenburg